# Dryopteris angustifrons
Dryopteris angustifrons är en träjonväxtart som först beskrevs av William Jackson Hooker, och fick sitt nu gällande namn av O. Kuntze. Dryopteris angustifrons ingår i släktet Dryopteris och familjen Dryopteridaceae. Inga underarter finns listade.